# Sphenomorphus atrigularis
Sphenomorphus atrigularis este o specie de șopârle din genul Sphenomorphus, familia Scincidae, descrisă de Stejneger 1905. A fost clasificată de IUCN ca specie cu risc scăzut. Conform Catalogue of Life specia Sphenomorphus atrigularis nu are subspecii cunoscute.